# Alfred Grumbrecht
Alfred Grumbrecht (* 28. Mai 1888 in Saarbrücken; † 8. August 1949) war ein deutscher Bergingenieur und Hochschullehrer.

## Leben und Wirken
Er war der Sohn des Bergassessors Karl Grumbrecht und dessen Ehefrau Margarethe geborene Siemens. Nach dem Schulbesuch schlug er eine bergmännische Ausbildung ein und nahm am Ersten Weltkrieg teil. Bis 1925 war er Leiter eines Steinkohlebergwerks in Plötz. Dann erfolgte seine Ernennung zum Professor für Bergbau und Aufbereitung am gleichnamigen Institut der Bergakademie Clausthal. Zu seinen persönlichen Assistenten gehörte u. a. Walter Seegelken. Von 1927 bis 1929 war Grumbrecht Rektor der Bergakademie. Von 1937 bis zu seinem Tod 1949 war er an der Bergakademie Clausthal auch Professor für Bergbaukunde und Bergwirtschaftslehre. Im Mai 1945 wurde Grumbrecht kommissarisch als Rektor der Bergakademie eingesetzt. Seine Entlassung aus der Bergakademie wurde 1946 zurückgenommen. Seiner Heimatstadt setzte er durch die mehrfach aufgelegte Schrift Aus einer kleinen Hochschulstadt. Betrachtungen über das Leben und Treiben im lieben alten Clausthal ein bleibendes literarisches Denkmal. Sein Leitfaden des Braunkohlenbergbaus erschien auch im Ausland und wurde 2022 neuaufgelegt.

## Schriften (Auswahl)
- Erinnerungen aus dem Felde. Betzdorf 1922.
- Bericht über eine Studienreise nach China und Japan. Clausthal 1930.
- Leitfaden des Braunkohlenbergbaus. Halle 1939.
- Einführung in den Bergbau. Essen 1949.